# Rechtsgebiet (Geltungsbereich)

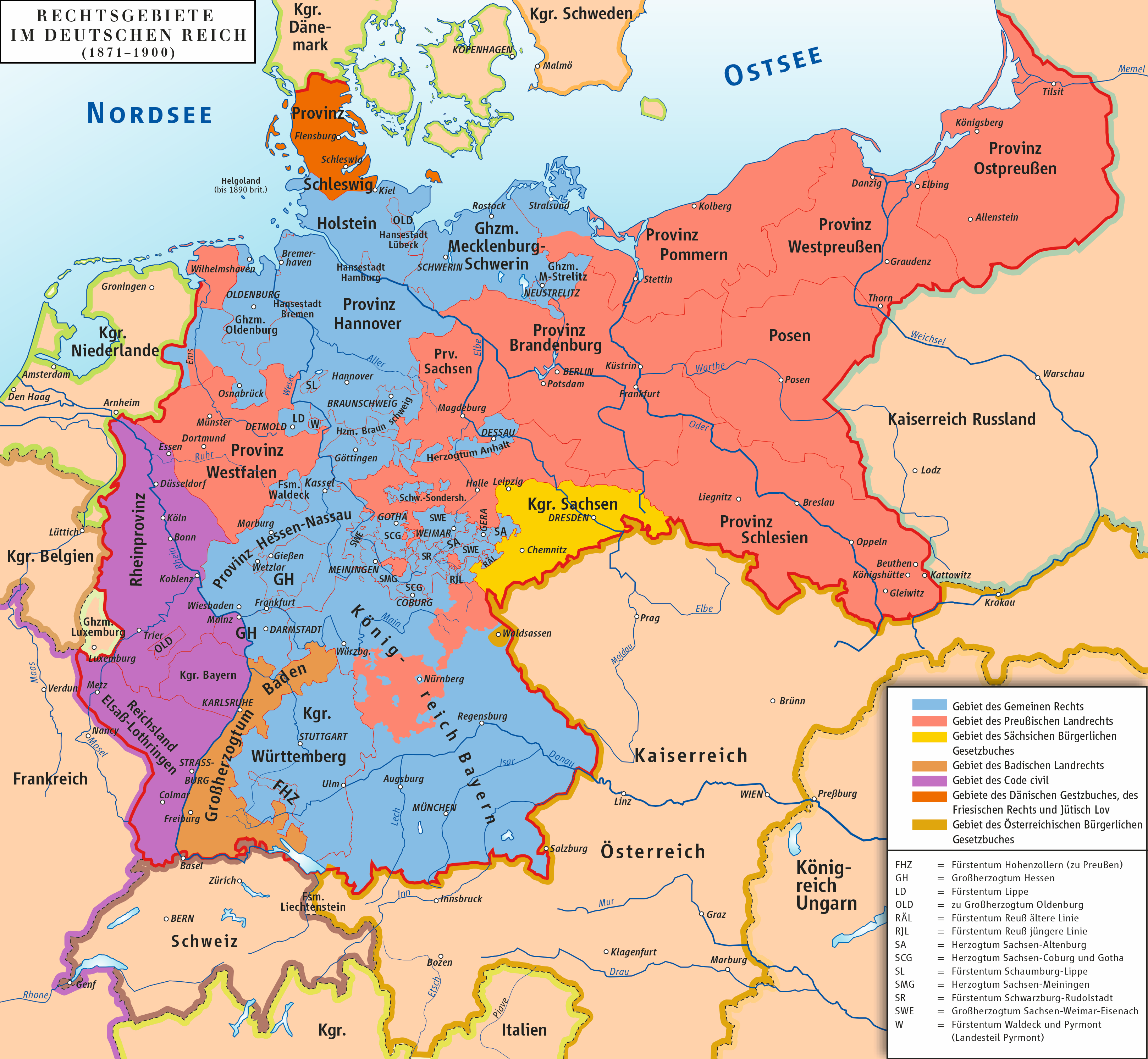
Rechtsgebiete im Deutschen Reich vor Einführung des BGB

Ein Rechtsgebiet kann als der räumliche Geltungsbereich von bestimmten Rechtsquellen angesehen werden. In einem solchen Zusammenhang ist allerdings der Begriff der Rechtsordnung zu beachten.

## Geschichtliches
Die räumliche Verwendung des Begriffs „Rechtsgebiet“ hatte in Deutschland bis in das 19. Jahrhundert vor allem Bedeutung, weil vor dem Inkrafttreten des Bürgerlichen Gesetzbuches noch eine Rechtszersplitterung vorherrschte. Das Privatrecht im partikularen Deutschen Kaiserreich war damals zerteilt; so gab es z. B. Rechtsgebiete, in denen jeweils das Preußische Allgemeine Landrecht, der Code civil oder das gemeine Recht gültig waren. Rechtsgebiete im räumlichen Sinne und das Staatsgebiet müssen also nicht notwendigerweise zusammenfallen. Besonders plastisch wird dies heutzutage etwa in Belangen des Weltraumrechts deutlich.